# 东生鱼属
東生魚屬是已滅絕的肉鰭魚類，全長估計約有12公分，生存於泥盆紀早期，為已知最早的四足形類動物。東生魚的化石發現於中國云南省昭通市市郊的坡鬆衝組地層，最初被歸類於骨鱗魚目，如今則被視為整個四足形類最基部的類群。

## 發現與研究
2012年10月，由中科院古脊椎動物與古人類研究所研究員朱敏所帶領的研究小組正式發表了一件來自雲南地區，距今約4.09億年的化石，是目前為止所發現最古老的基幹四足動物，將四足動物支系的演化歷史前推了一千萬年；為紀念已故泥盆紀脊椎動物的早期研究者與環境地質學家劉東生，因而將此化石命名為「意外東生魚」。
四足動物是動物界最高等的類群，如兩棲動物、爬行動物、鳥類、哺乳動物，都屬於四足動物，但其最直接的魚類始祖（基幹四足動物）也屬於四足動物卻鮮為人知。東生魚正是基幹四足動物的一支，在3.7億年前的晚泥盆世「登」上陸地，衍生出最早的陸生脊椎動物，並最終演化為人類。科學家們認為，基干四足動物正是探討魚類「登陸」的最關鍵類群。
更重要的是，透過這項研究，科學家們找到了四足動物腦部演化的關鍵證據。研究小組的盧靜博士等利用高精度 X 射線斷層掃描和計算機三維虛擬重建技術復原了東生魚的顱腔以及相關的神經、血管等結構，揭示了這種動物的腦部的基本形態。科學家們也發現，某些與脊椎動物陸地生活相關的重要腦部特徵，在四足動物演化的最初期就便已出現。
朱敏表示，奇異東生魚的內顱仍保留了大量原始肉鰭魚類的特徵，但下頜卻呈現出典型的，甚至是非常進步的四足動物特徵，表明東生魚下頜的演化速率比內顱更快。同時，東生魚腦腔結構呈現出奇異的鑲嵌組合型式，兼具原始有頜類的特徵與典型陸生脊椎動物的特徵。此外，在奇異東生魚垂體窩前部發現一對前伸的突起，與現生四足動物特有的腺垂體結節部，在位置與形態上都非常相似，這指示了四足動物腦部的某些重要變化可能在其演化初期，即遠在它們爬上陸地之前就已經完成。科學家們認為，東生魚呈現的特徵組合表明，四足動物在其早期演化中相對保守，但在泥盆紀中期可能經歷了一次非常快速的分化階段，陸生脊椎動物正是這次快速分化的產物。